# Józefkowo (powiat wąbrzeski)
Józefkowo – wieś w Polsce położona w województwie kujawsko-pomorskim, w powiecie wąbrzeskim, w gminie Płużnica.
W latach 1975–1998 miejscowość administracyjnie należała do województwa toruńskiego. Według Narodowego Spisu Powszechnego (III 2011 r.) liczyła 213 mieszkańców. Jest dziesiątą co do wielkości miejscowością gminy Płużnica.
We wsi znajduje się około 25 poniatówek, drewnianych domów zbudowanych w latach 30. XX wieku.

## Zabytki
Według rejestru zabytków NID na listę zabytków wpisany jest zespół dworski:
- dwór, połowa XIX w., 3. ćwierć XIX w., około 1915 r., nr rej.: A/423 z 11.04.1983
- park, połowa XIX w., nr rej.: A/27 z 5.09.2000.